# 石橋奈美
石橋 奈美（いしばし なみ、1978年9月13日 - )は、日本のファッションモデル・女優・タレント。東京都出身。オスカープロモーション→ニュートラルマネジメント（NMT inc.）所属。

## 略歴
1999年、第16代京急キャンペーンガールに選出され芸能界デビュー。
2000年、TBS『ワンダフル』に第3期ワンギャルの1人としてレギュラー出演した。
TBS『日立 世界・ふしぎ発見!』のミステリーハンターとして訪問したミクロネシア連邦・ヤップ島で知り合ったスキューバダイビング店経営者との結婚を機に芸能界を引退。同島に移住しヤップ観光大使を務めていた。
その後、夫との間にもうけた娘が日本国内の小学校に進学するのを機に帰国。現所属事務所と契約し芸能界に復帰。

## 出演

### テレビ番組
- ワンダフル（2000年5月 - 9月、TBS） - 第3期ワンギャル
- 日立 世界・ふしぎ発見!（TBS） - ミステリーハンター

1. 第978回『離島へ行こう! あなたの知らない沖縄!』（2006年9月16日）
2. 第1026回『メキシコ・チワワ砂漠 白い砂丘と奇跡の泉』（2007年10月13日）
3. 第1053回『太平洋のタイムカプセル ヤップ』（2008年5月17日）
4. 第1066回『赤毛のアン誕生100年 カナダからの贈り物』（2008年8月23日）
5. 第1073回『生きている大地! 炎のカムチャツカ大紀行』（2008年10月18日）
6. 第1077回『あなたの知らない神秘の祈り! 東インド大紀行』（2008年11月15日）
7. 第1081回『地下鉄でゴー! ようこそ最新のニューヨークへ』（2008年12月13日）

### テレビドラマ
- ショムニFINAL 第10話（2002年9月4日、フジテレビ）
- ウルトラマンコスモス 第47・58話（2002年、毎日放送）
- 刑事☆イチロー（2003年、TBS） - 大崎奈々子 役
- 南くんの恋人（2004年、テレビ朝日） - 坂井真澄 役
- 銭形平次 第4話（2004年5月3日、テレビ朝日） - お春 役
- 月曜ミステリー劇場『森村誠一サスペンス4』（2004年7月12日、TBS） - 立科由里 役
- ホットマン2（2004年、TBS）
- 湯けむりウォーズ〜女将になります〜（2005年、TBS） - 沢田美恵 役
- 相棒 season4 第2話「殺人講義」（2005年10月19日、テレビ朝日） - 島田加奈子 役
- 出雲の阿国（2006年、NHK） - おあん 役
- 新・いのちの現場から2（2006年、毎日放送） - 柴田小百合 役
- 弁護士のくず 第3話（2006年4月27日、TBS） - アヤ 役
- 金曜エンタテイメント『松本清張スペシャル・蒼い描点』（2006年9月8日、フジテレビ） - 川村広子 役
- 結婚式へ行こう!（2006年 - 2007年、TBS） - 主演・桐島あおい 役
- 腐女子デカ（2008年、テレビ朝日） - 上大岡玲香 役
- 監査法人（2008年、NHK名古屋） - 秘書 役
- 水曜ミステリー9（テレビ東京）
  - 『捜査検事・近松茂道8』（2008年6月4日） - 海老沢美紀 役
  - 『神楽坂署生活安全課5』（2008年10月8日） - 磯崎めぐみ 役

### 映画
- 九州マフィア外伝（2001年5月2日、アーバンアクターズプロ） - ミン 役
- 釣りバカ日誌12 史上最大の有給休暇（2001年8月18日、松竹）
- LADY DROP レディ・ドロップ（2003年1月18日、ENGEL）

### Vシネマ
- ○暴 組織犯罪対策部捜査四課 シリーズ（2005年）全5作 - 新宿中央署 四課 刑事 平田

### ウェブムービー
- I am a HERO.（2007年）

### CM
- 京浜急行電鉄 企業広告
- ハウス食品 ピュアインブラウニー
- すまいValue 「家を売りたい男」編（2019年）
- LIXIL 「宣言」編（2019年）

### ラジオ
- イタリア語講座（2001年10月 - 12月、NHKラジオ第2） - 生徒 役
  - まいにちイタリア語（2009年4月 - 6月、NHKラジオ第2） - 『イタリア語講座』の再構成
- SWITCH! KAWASAKI（2008年7月27日 - 12月28日、FMヨコハマ）